# Rolf Runefelt

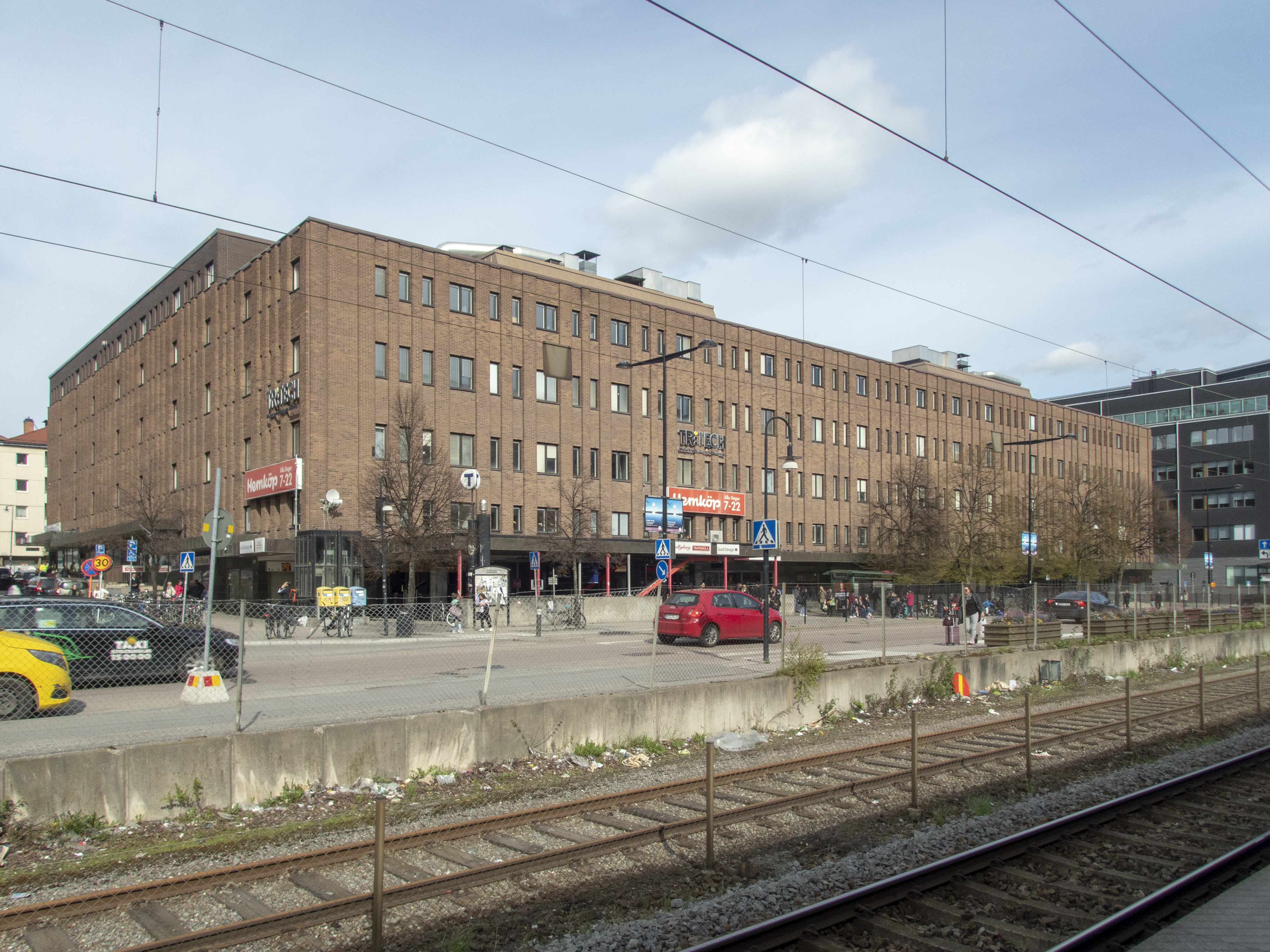
Godset 4, Sundbyberg. Byggt 1977

Rolf Erik Yngve Runefelt, född 31 augusti 1925 i Stockholm, död där 23 maj 2010 i Västerleds församling, var en svensk arkitekt.
Runefelt, som var son till köpman John Runefelt och Karin Welin, avlade studentexamen 1946, ingenjörsexamen vid Tekniska institutet i Stockholm 1949 och utexaminerades från Kungliga Tekniska högskolan 1953. Han var anställd hos olika privatpraktiserande arkitekter 1953–1959 och innehade eget arkitektkontor från 1959. Runefelt var även stadsarkitekt i Gustavsbergs landskommun och Sundbybergs stad från 1963. Han skrev artiklar i fackpress. Rolf Runefelt är gravsatt i minneslunden på Bromma kyrkogård.